# Se-ma-for
«Се-ма-фор» (пол. Se-Ma-For) — первая польская киностудия мультипликационных фильмов. Две её работы, «Танго» (1980) и «Петя и волк» (2006), получили Премию «Оскар» за лучший мультипликационный короткометражный фильм.

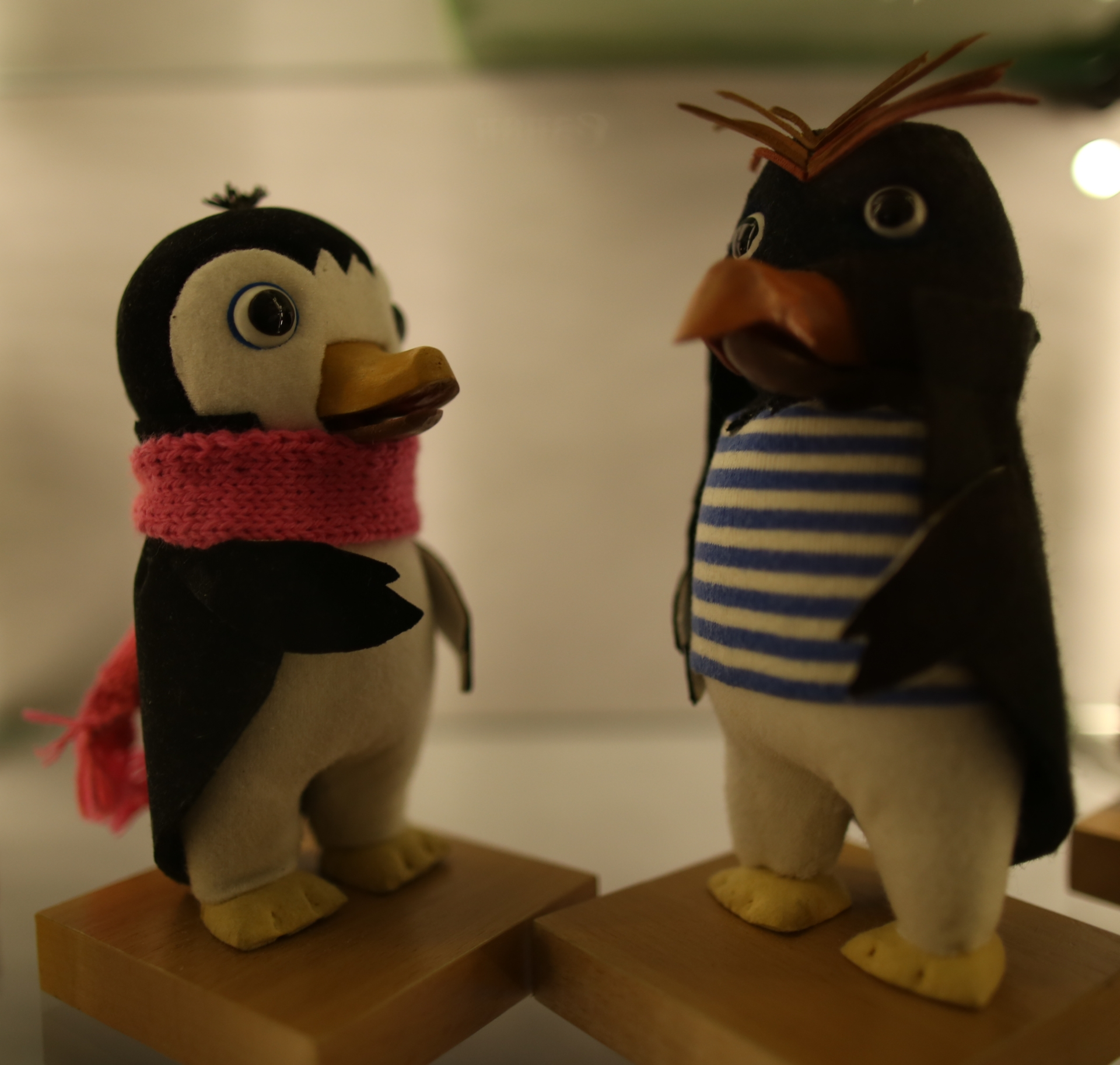
Пингвинёнок Пик-Пок из одноимённого мультипликационного сериала

## История

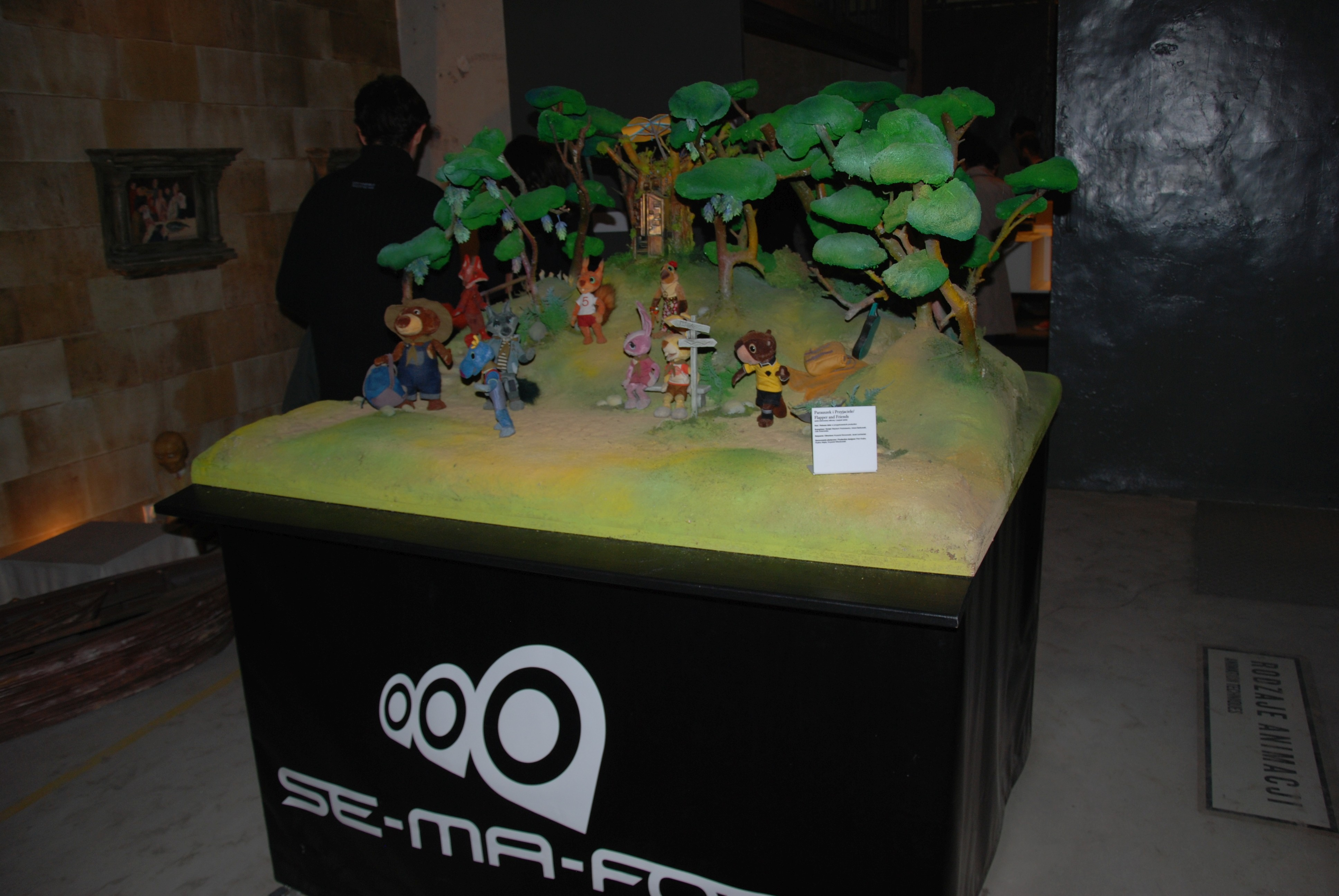
Экспозиция Музея анимации Се-ма-фор, 2014 год

В 1946 году художник Зенон Василевский создал кукольный мультипликационный фильм «Во времена короля Кракуса» (пол. Za króla Krakusa). Премьера фильма состоялась осенью 1947 года, положив этим начало созданию первой и единственной на то время в Польше студии кукольных фильмов на киностудии «Film Polski». В течение следующих лет, в процессе развития студии, состоялся ряд её реорганизаций.
В 1950 году на Лодзькой студии художественных фильмов было создано два подразделения — Отдел мультипликационных фильмов и Отдел кукольных фильмов (на основе бывшей студии). В 1956 году последний превратился в самостоятельную организацию — Студию кукольных фильмов, которая расположилась в Тушине, вблизи Лодзи. В 1961 году был проведен конкурс на новое название для студии и проведена очередная реорганизация. С тех пор она стала называться «Се-ма-фор» (пол. Se-Ma-For, Studio Małych Form Filmowych).
Следующие два десятилетия были чрезвычайно удачными для студии. Она выполняла государственные заказы на производство мультипликационных многосерийных фильмов, принимала участие в международных проектах. В частности, в эти годы были созданы такие известные в Польше многосерийные мультфильмы, как «Приключения Колярголя», «Мишка Ушастик», «Три медвежонка», «Пингвинёнок Пик-Пок», «Заколдованный карандаш», «Приключения кота Филемона», «Рассказы о муми-троллях» и другие.
В 80-х годах XX века начался постепенный упадок студии — значительно снизилось количество государственных заказов, помещения в Тушине требовало капитального ремонта. В 1986 году в Лодзе, поблизости от офиса «Се-ма-фора», началось строительство нового съемочного павильона для студии. Из-за нехватки финансов проект не удалось реализовать полностью. Студия имела многочисленные долги и, чтобы попытаться исправить ситуацию, руководство решило сменить её специализацию. В 1990 году провелась очередная реорганизация и смена названия — на «Киностудию „Семафор“», что отныне, кроме мультипликационных, имела также стала снимать полнометражные художественные фильмы, а также заниматься дистрибуцией. Эта смена не принесла желаемых положительных результатов и 4 октября 1999 года решением комитета кинематографии, государственное предприятие «Киностудия „Семафор“» было ликвидировано.
В ноябре 1999 года, под руководством польского продюсера Збигнева Жмудзки, было основано частное предприятие «Киностудия „Се-ма-фор“», которое должно было продолжать деятельность студии, опираясь на давние традиции. Первые годы были достаточно успешными. В 2006 году студия выпустила мультипликационный фильм «Питер и волк», получивший ряд международных наград и, в частности, премию «Оскар» за лучший мультипликационный короткометражный фильм. В 2008 году было основано фильмофонд «Се-ма-фор» (пол. Fundacja Filmowa Se-ma-for), который реализовывал образовательные и культурные проекты, с целью популяризации мультипликации и киноискусства, в частности среди детей и молодежи. Также этот фонд обеспечивал функционирование музея мультипликации «Се-ма-фор» в Лодзи.
В 2013 году студия выпустила мультипликационный сериал «Параушек и друзья», который получил ряд наград и популярность в Польше. Впрочем, на его производство «Се-ма-фор» взял денежную ссуду, которую не смог вернуть и в 2016 году 51 % компании перешел в собственность британской киностудии «Small Screen». Музей мультипликации неоднократно менял свое местоположение и, в конце концов, в 2018 году, за неуплату накопившихся долгов, его было закрыто, а дело передано в прокуратуру.
В 2 в Лодзи было начато создание семейного туристического маршрута «Лодзь сказочная» (пол. Łódź BajkowaŁódź Bajkowa), по мотивам фильмов «Се-ма-фора» — в центре города устанавливаются бронзовые скульптуры героев мультфильмов, выпущенных студией. Запланирована установка 17 таких скульптур, по состоянию на 2018 год их уже было девять.

## Коллектив
На киностудии «Се-ма-фор», в разное время, работало много выдающихся и известных художников. Среди них, в частности, Зенон Василевски (пол. Zenon Wasilewski), Ежи Котовски (пол. Jerzy Kotowski), Эдвард Стурлис (пол. Edward Sturlis), Тадеуш Вилкош (пол. Tadeusz Wilkosz), Лидия Горницка, Марек Скробецки (пол. Marek Skrobecki), Луциан Дембински (пол. Lucjan Dembinski), Збигнев Котецки (пол. Zbigniew Kotecki), Збигнев Рыбчинский, Януш Галевич (пол. Janusz Galewicz), Ежи Копчински.

## Фильмы
Студией «Се-ма-фор» выпущено более 1400 мультипликационных фильмов, из них 800 кукольных. Самые известные фильмы киностудии.
- 1947 — Во времена короля Кракуса (пол. Za króla Krakusa).
- 1964—1977 — Заколдованный карандаш (пол. Zaczarowany ołówek), сериал, 39 серий.
- 1968—1974 — Приключения Колярголя[пол.], сериал, 53 серии.
- 1972—1974 — Удивительный мир кота Филемона (пол. Dziwny świat kota Filemona), сериал, 13 серий.
- 1975—1977 — Фердинанд Великолепный (пол. Ferdynand Wspaniały), сериал, 7 серий.
- 1975—1987 — Мишка Ушастик[пол.], многосерийный, 104 серии.
- 1977—1981 — Приключения кота Филемона[пол.], многосерийный, 26 серий.
- 1977—1982 — Рассказы о муми-троллях[пол.], многосерийный, 78 серий.
- 1980 — Танго[пол.].
- 1982—1986, 2000—2003 — Три медвежонка[пол.], многосерийный, 26 серий.
- 1983—1989 — Несколько приключений воробья Чирика (пол. Przygód kilka wróbla Ćwirka), многосерийный, 39 серий.
- 1983 — Счастливые дни муми-троллей (пол. Szczęśliwe dni Muminków).
- 1986 — Зима в долине муми-троллей (пол. Zima w dolinie Muminków).
- 1986—1990 — Мауриций и Гавранек (пол. Maurycy i Hawranek), сериал, 13 серий.
- 1989—1992 — Пингвинёнок Пик-Пок[пол.], многосерийный, 26 серий.
- 2006 — Петя и волк[пол.] (пол. Piotruś i wilk).
- 2008 — Лето муми-троллей (пол. Lato Muminków).
- 2010 — Муми-тролли в погоне за кометой[пол.].
- 2013 — Параушек и друзья (пол. Parauszek i przyjaciele), сериал, 26 серий.

## Награды
Фильмы студии получили около 300 международных наград и отличий, в частности, и две Премии «Оскар» за лучший мультипликационный короткометражный фильм.
| Год  | Награда        | Категория                                  | Название фильма | Результат |
| ---- | -------------- | ------------------------------------------ | --------------- | --------- |
| 1981 | Гран-при АСИФА | Короткометражный фильм                     | Танго           | Победа    |
| 1982 | Премия «Оскар» | Лучший анимационный короткометражный фильм | Танго           | Победа    |
| 2006 | Премия BAFTA   | Лучший анимационный фильм                  | Питер и волк    | Номинация |
| 2007 | Премия «Оскар» | Лучший анимационный короткометражный фильм | Питер и волк    | Победа    |

## Галерея

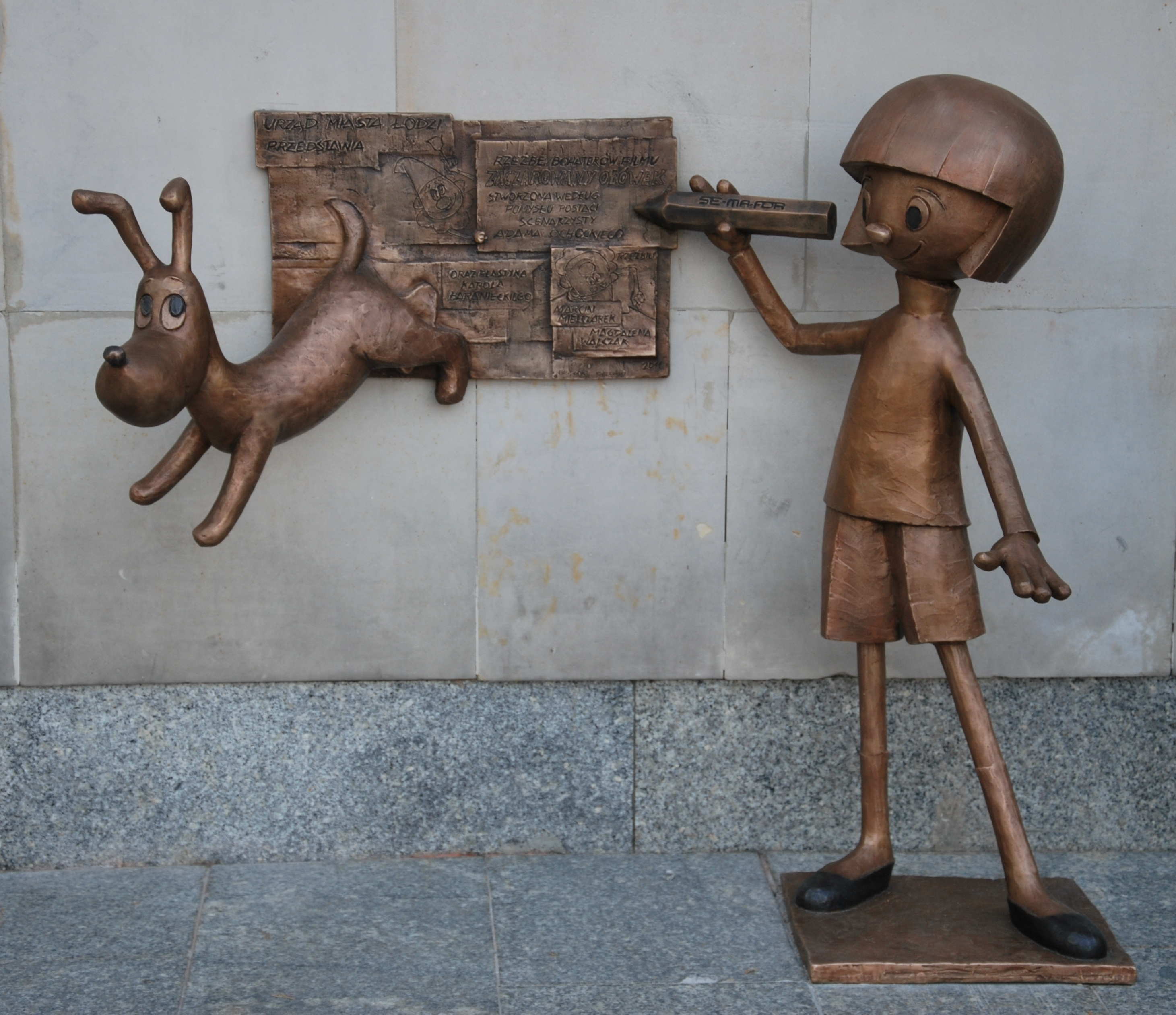
Заколдованный карандаш
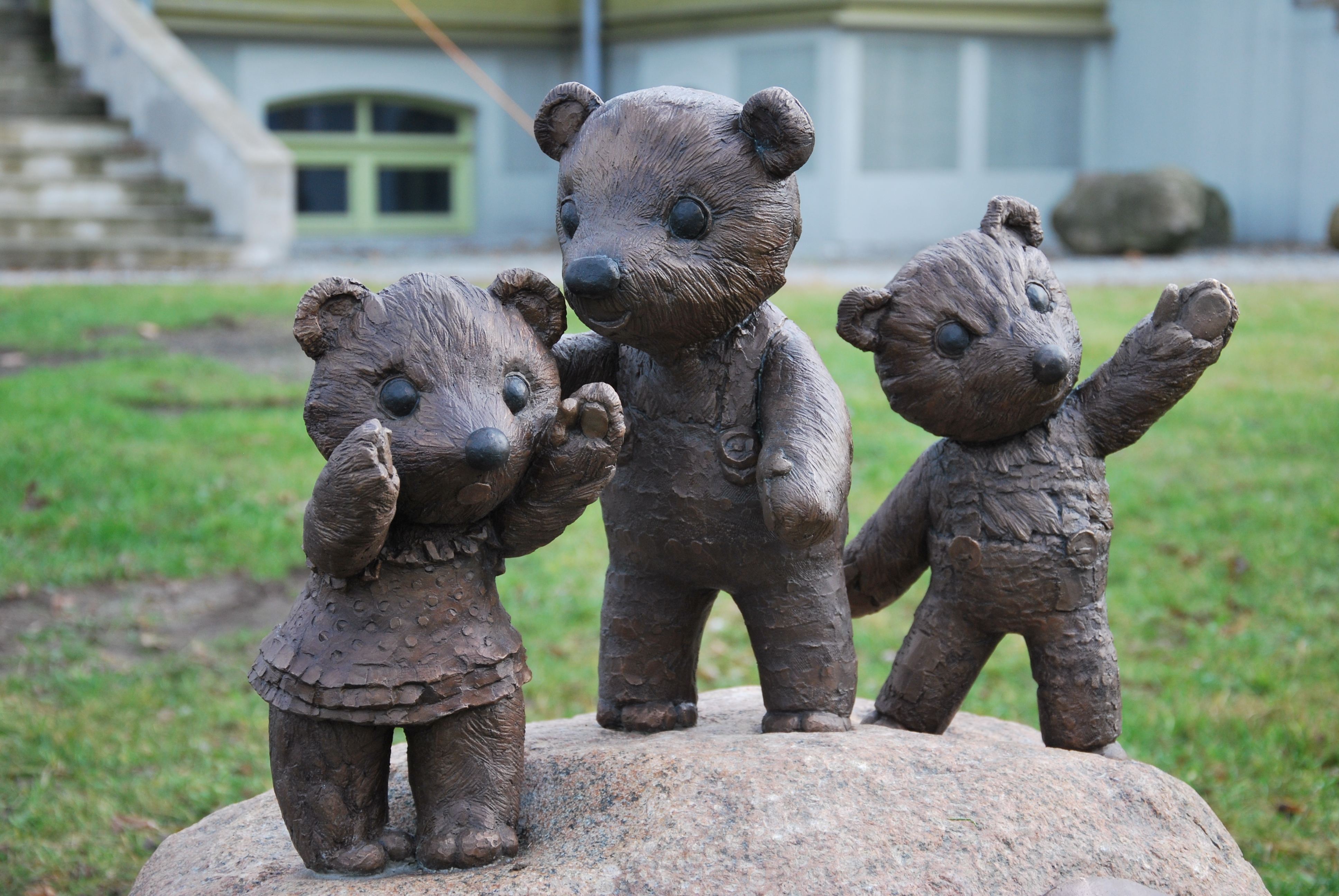
Три медвежонка
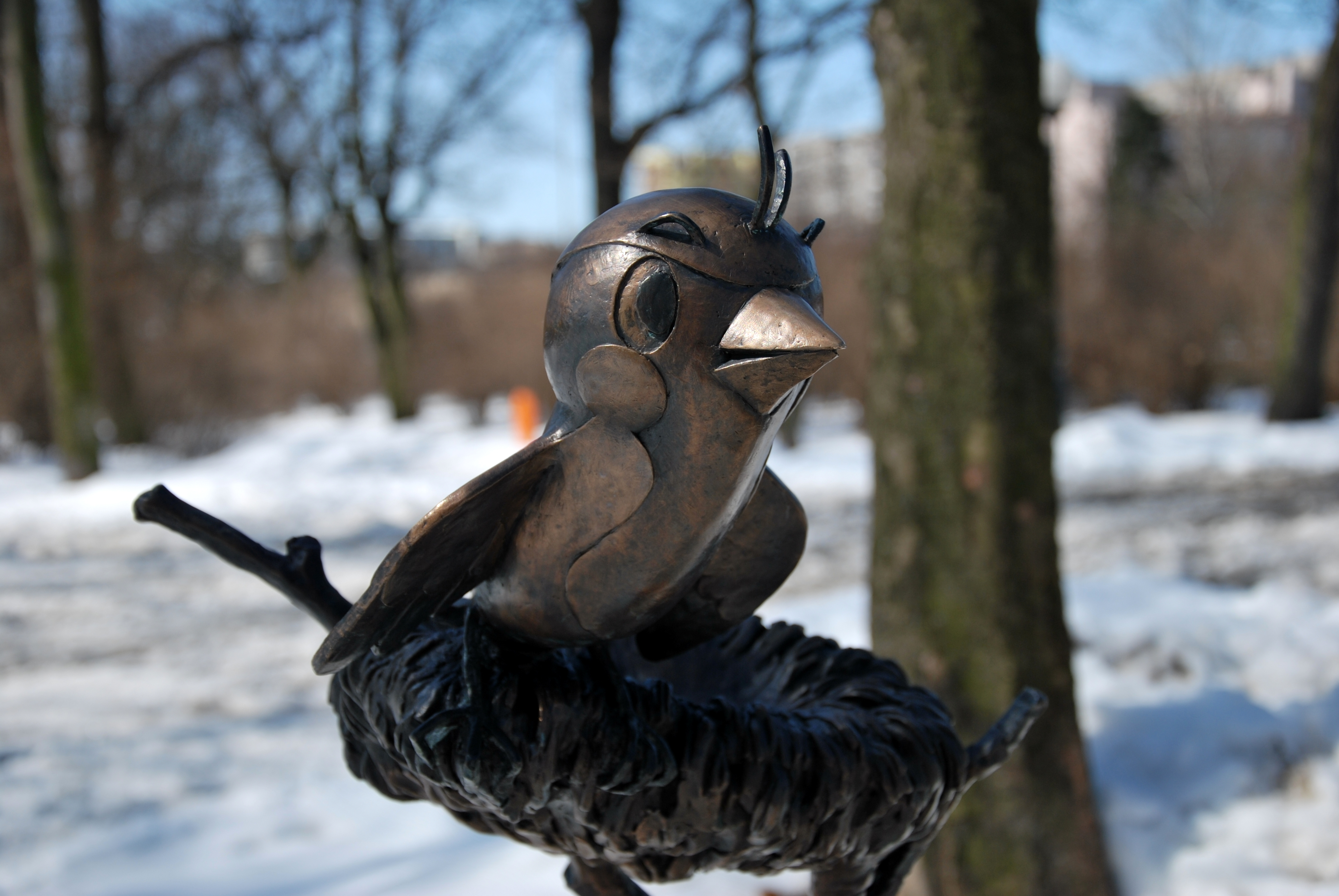
Воробей Чирик
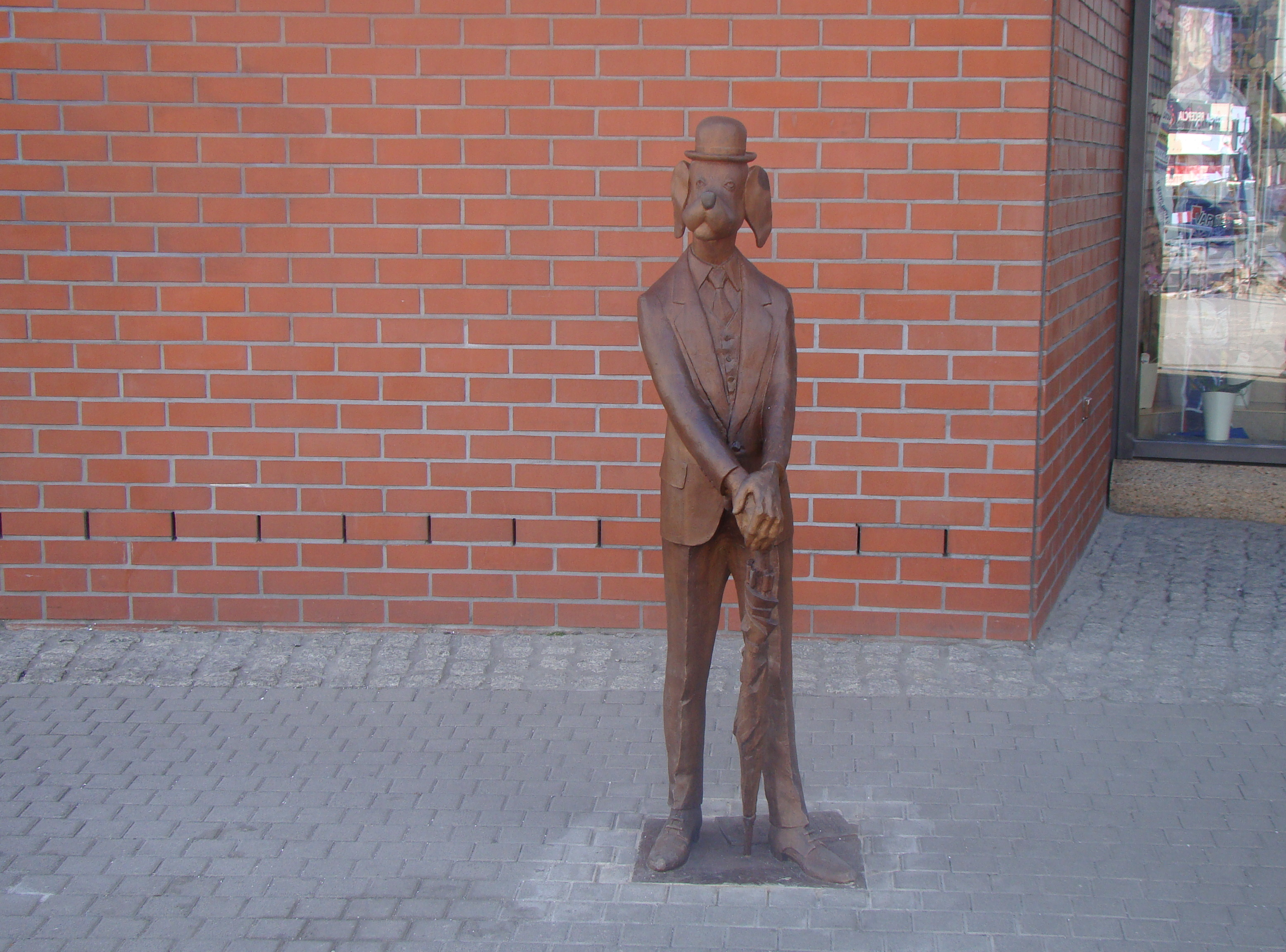
Фердинанд Великолепный

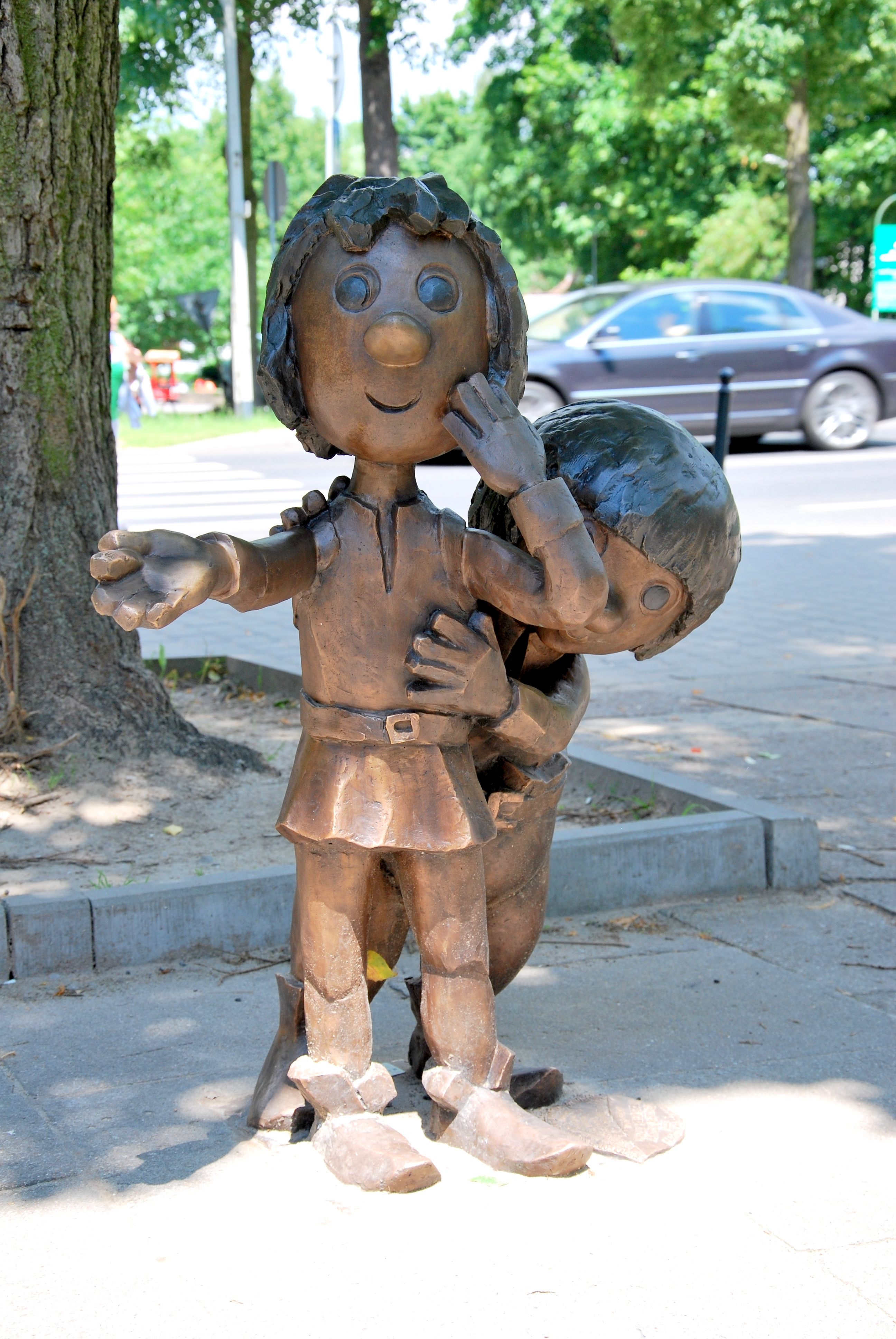
Мауриций и Гавранек
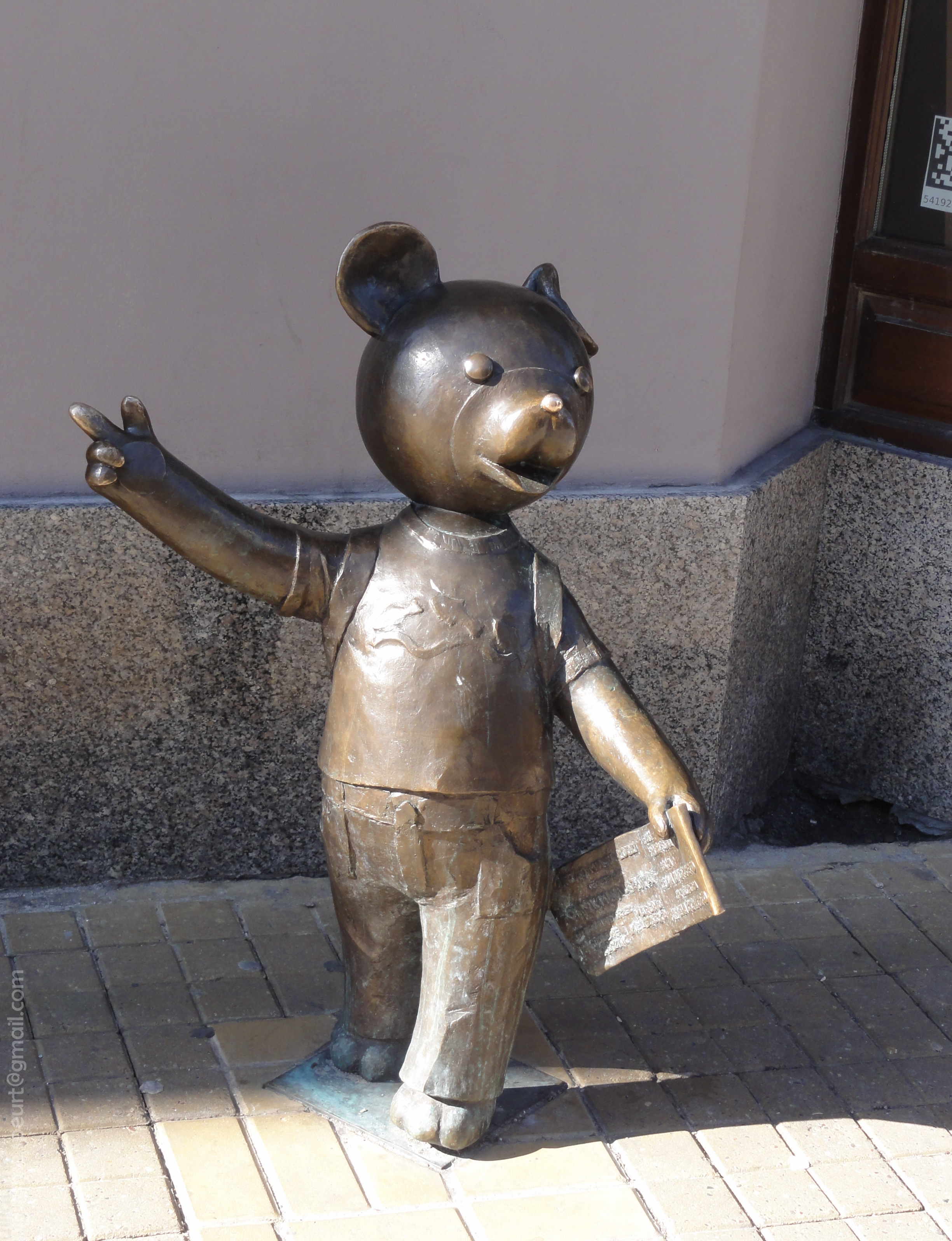
Медвежонок Ушастик
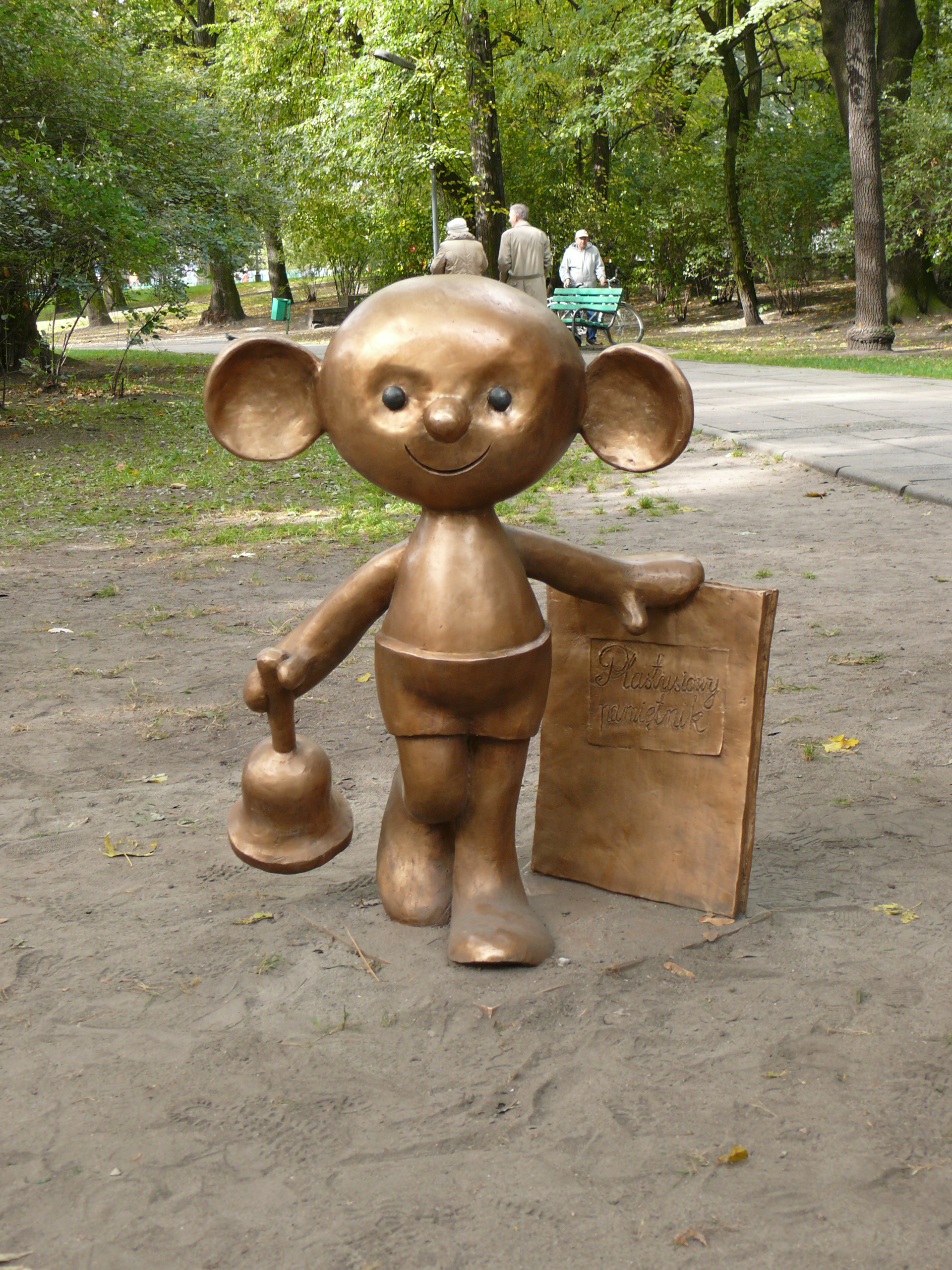
Пластусь
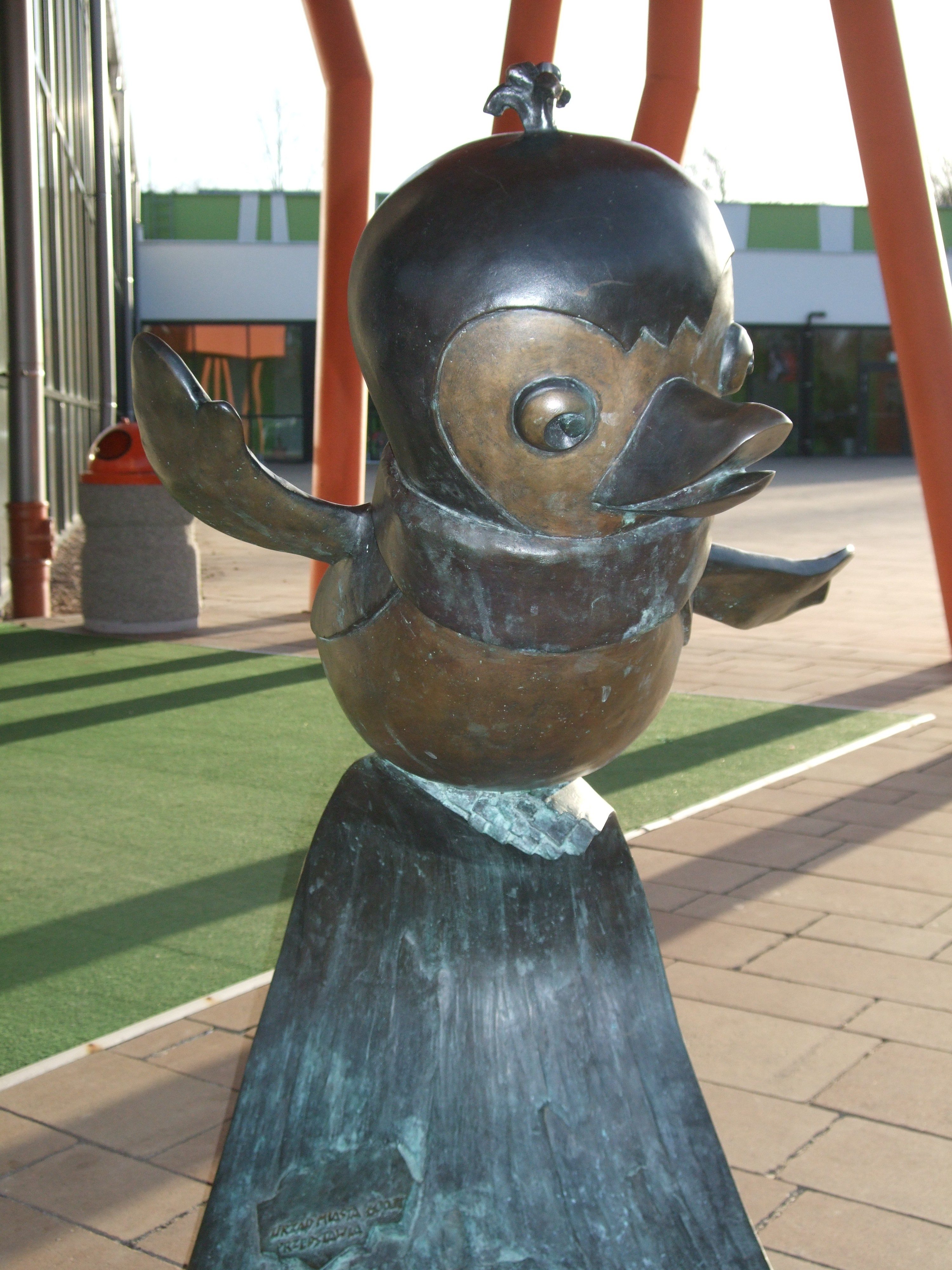
Пингвинёнок Пик-Пок
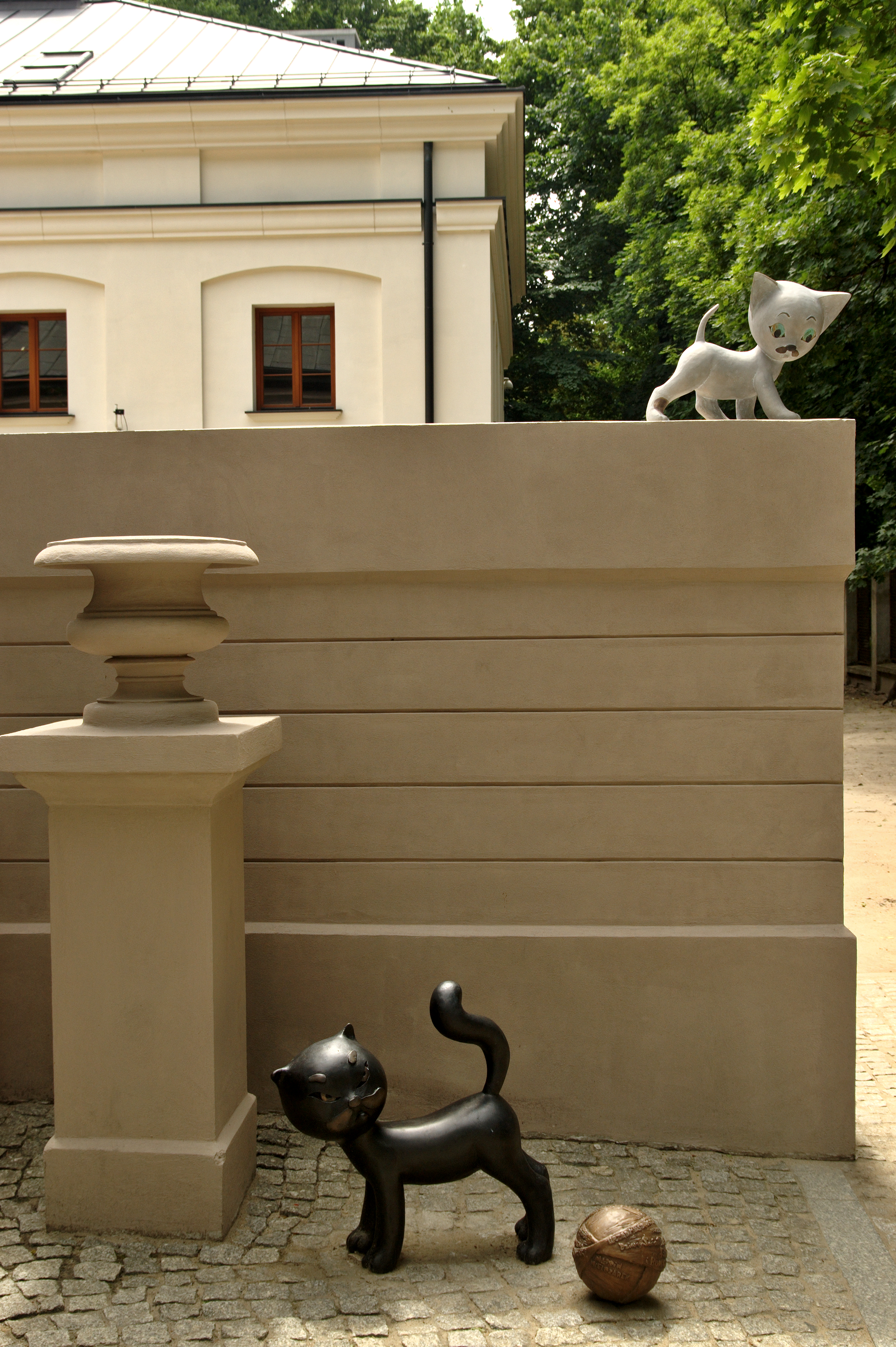
Кот Филемон и Бонифаций